# Holmstrup Sogn
Holmstrup Sogn 
ist eine Kirchspielsgemeinde (dän.: Sogn)
auf der Insel Sjælland im südlichen Dänemark.
Bis 1970 gehörte sie zur Harde Skippinge Herred im damaligen Holbæk Amt, danach zur Tornved Kommune im Vestsjællands Amt, die im Zuge der  Kommunalreform zum 1. Januar 2007 in der Holbæk Kommune in der Region Sjælland aufgegangen ist.
Im Kirchspiel leben 442 Einwohner (Stand: 1. Januar 2023).
Im Kirchspiel liegt die Kirche „Holmstrup Kirke“.
Nachbargemeinden sind im Nordosten Jyderup Sogn und im Südosten Skamstrup-Frydendal Sogn, ferner in der westlich benachbarten Kalundborg Kommune im Süden Reerslev Sogn, im Westen Buerup Sogn und im Nordwesten Viskinge-Avnsø Sogn und Bregninge-Bjergsted-Alleshave Sogn.